# Joachim Georg Elsner
Joachim Georg Elsner (auch Joachimus Georgius Elsner, * 4. oder 17. Juni 1642 in Breslau, Fürstentum Breslau; † 3. Mai 1676 ebenda) war ein deutscher Mediziner und Stadtphysicus in Breslau.

## Leben
Joachim Georg Elsner studierte ab 1662 Medizin bei Caspar Posner an der Universität Jena und ab 1664 in Leiden. Anschließend wirkte er als Arzt und Stadtphysicus in Breslau.
Am 19. September 1672 wurde Joachim Georg Elsner unter der Matrikel-Nr. 47 als Mitglied in die Academia Naturae Curiosorum, die heutige Deutsche Akademie der Naturforscher Leopoldina, aufgenommen.
Elsner heiratete 1665 Euphrosyne Monica Sachs von Löwenheim (1645–1752). Die Familie wurde 1693 für ihre besonderen Leistungen in den Türkenkriegen in den Adelsstand erhoben.

## Schriften
- Dissertatio Physica De Calido Innato Viventium: cumprimis vero Animalium Perfectiorum. Krebs, Jena 1663 Digitalisat